# Іспанопітек
Іспанопітек (лат. Hispanopithecus) — вимерлий рід приматів, що населяв Європу в період Міоцену, близько 11 і 9,5 млн років тому. Вперше описаний 1944 року у праці Віллалта та Крусафонта в журналі «Notas y Comunicaciones del Instituto Geologico y Minero de España». В другій половині 20-го століття вид віднесли до роду Дріопітеків і дали назву Дріопітек лаєтанус, але на початку 21-го століття його виділили як окремий рід. На сьогодні антропологи не можуть встановити до якої підродини належить Іспанопітек, чи це Понгіни (тісно пов'язані з сучасними орангутанами), чи Гомініни (тісно пов'язані з горилами, шимпанзе та людьми).

## Морфологія
Аналізуючи зразки скам'янілостей вчені отримали переконливі докази статевого диморфізму у представників роду. Під час дослідження було встановлено, що вага самця становила приблизно 40 кг, а самки — 22-25 кг. За цими показниками це найменші з родини Гомінідів.
Мозкова частина черепа довга та низька, надбрівні дуги слабко виражені, велика відстань між очними ямками, вузький носовий отвір, щелепа не виступає вперед. Зубна формула така, як у всіх людиноподібних мавп — 2.1.2.3/2.1.2.3. Самці мали більші за розміром ікла, ніж самки.
Положення тіла Іспанопітека було частково випрямленим (ретроградним). За залишками хребців встановили, що грудний відділ скелета відносно короткий та широкий, що є пристосуванням організму до пересування по деревах. Передні кінцівки були значно довші, ніж задні, з довгими зігнутими пальцями, рухомими зап'ястками, що дозволяло міцно хапатися за гілки та стовбури дерев. Добре розвинені плечовий та ліктьовий суглоби забезпечували можливість підтягуватись та опиратися на 4 кінцівки, так само як сучасні представники Гомінідів.

## Харчування та середовище існування
Детальний аналіз зубів вказує на те, що Іспанопітек харчувався м'якими продуктами, зокрема фруктами та молодим листям. Знайти їжу було не складно, адже він мешкав на деревах. Поверхня зубів укрита тонким шаром емалі, тому досить крихка та має велику кількість подряпин і це вказує на недостатню кількість в його раціоні твердих продуктів, наприклад горіхів та насіння.
На Піренейському півострові, де жив представник цього роду, тоді панував тропічний та субтропічний клімат. Флора того часу була представлена вічнозеленими пальмами, кущами, очеретами, болотяними травами у середовищі з підвищеною вологістю та різноманітними бобовими деревами, чагарниками у рівнинних посушливих регіонах. Наприкінці міоцену клімат змінився на сухий та прохолодний, джерела харчування для даного виду почали зникати, а середовище існування ставало несприятливим. Ймовірніше, саме зміна природних умов посприяла зникненню Іспанопітека.

## Відомі види
- Іспанопітек лаєтанус (Hispanopithecus laietanus)

- Іспанопітек крусафонті (Hispanopithecus crusafonti)